# Piletocera inconspicualis
Piletocera inconspicualis là một loài bướm đêm trong họ Crambidae.